# Den permanenta revolutionen
Den permanenta revolutionen är en bok skriven av Lev Trotskij 1930, i vilken författaren fördjupar sig i och vidareutvecklar sin teori om permanent revolution. 
Från bokens förord: "Den permanenta revolutionen i den meningen Marx lade i begreppet betyder en revolution som inte kompromissar med någon form av klasstyre, som inte stannar upp vid det demokratiska stadiet utan går över i ett socialistiskt system, och bekämpar reaktionen utifrån, dvs. en revolution, vars successiva utveckling har sina rötter i den föregående, och som endast kan sluta genom en fullständig likvidering av klassamhället."

## Teorin om den permanenta revolutionen
Permanenta revolutionen är en marxistisk term och användes först av Karl Marx och Friedrich Engels mellan år 1845 och 1850 men kom att bli förknippad med Leo Trotskij. Teoretiker har använt termen med olika definitioner. Marx använde termen för att beskriva en strategi för den revolutionära klassen att kompromisslöst och självständigt fortsätta kämpa för sina klassintressen. 
Trotskij använde termen som en förklaring att samhällen som inte ännu genomgått den kapitalistiska fasen kan göra en socialistisk revolution. En del av hans teori är omöjligheten att utveckla socialism i ett land; Marx var av samma uppfattning men sammansmälte inte det i konceptet. Trotskijs teori menar också att underutvecklade länder inte har möjlighet att skaffa sig de produktivkrafter som behövs för att uppnå kapitalism och den medföljande industrialiseringen. Proletariatet måste därför ta kontroll över den sociala, ekonomiska och politiska makten i samarbete med bönderna (som ska ha en underordnad roll gentemot proletärerna).